# Albuca seineri
Albuca seineri là một loài thực vật có hoa trong họ Măng tây. Loài này được (Engl. & K.Krause) J.C.Manning & Goldblatt mô tả khoa học đầu tiên năm 2009.